# فریتس هوفمن
فریتس هوفمن (انگلیسی: Fritz Hofmann؛ ۱۹ ژوئن ۱۸۷۱ – ۱۴ ژوئیهٔ ۱۹۲۷) یک دونده و ژیمناست هنری اهل آلمان بود.
از افتخارات وی میتوان به کسب مدال طلا پارالل تیمی و بارفیکس تیمی ژیمناستیک در بازی‌های المپیک تابستانی ۱۸۹۶ اشاره کرد.